# Gåsen (Norrköpings socken, Östergötland)
Gåsen var en sjö, numera våtmark, i Norrköpings kommun i Östergötland och ingår i Motala ströms huvudavrinningsområde.